# حمى الخنازير الكلاسيكية
حمى الخنازير الكلاسيكية (CSF)(بالإنجليزية: Classical swine fever) -وتُسمَّى أيضًا بـ كوليرا الخنازير أو طاعون الخنازير- هو مرض شديد العدوى يصيب الخنازير (خنازير العالم القديم والعالم الجديد). ذُكِره كسلاح بيولوجي محتمل.

## العلامات الطبية
تسبب حمى الخنازير حمى وآفات جلدية وتشنجات واحتشاء الطحال وخاصة التي تُصيب صغار الحيوانات، يموت الحيوان خلال 15 يومًا.
للمرض أشكال حادة ومزمنة ويمكن أن تتراوح من شديدة -مع ارتفاع معدل الوفيات- إلى خفيفة أو حتى غير ظاهرة.
في الشكل الحاد من المرض- في جميع الفئات العمرية- هناك حمى وتكدس الحيوانات المريضة وفقدان الشهية والبلادة والضعف والتهاب الملتحمة والإمساك الذي يليه الإسهال والمشية غير المستقرة. بعد عدة أيام من ظهور العلامات السريرية قد يظهر تغير لون الأذنين والبطن والفخذين إلى اللون الأرجواني. تموت الحيوانات المصابة بمرض حاد في غضون أسبوع إلى أسبوعين. تبدو الحالات الشديدة من المرض مشابهة جدًا لحمى الخنازير الأفريقية. مع سلالات الفوعة المنخفضة قد يكون التعبير الوحيد هو الأداء الإنجابي الضعيف وولادة خنازير مصابة بعيوب عصبية مثل الرعاش الخلقي
لا يمكن تمييز علامات حمى الخنازير الأفريقية.

## التحصين
قد يبقى جزء صغير من الخنازير المصابة على قيد الحياة وتصبح محصنة. طُوِّرت إجراءات التحصين الاصطناعي لأول مرة بواسطة ماريون دورست.

## علم الأوبئة
يُعد المرض مستوطنًا في أجزاء كثيرة في آسيا وأمريكا الوسطى والجنوبية وأجزاء من أوروبا وأفريقيا. يُعتقد أنه قُضِي عليه في المملكة المتحدة بحلول عام 1966 (وفقًا لوزارة البيئة والغذاء والشؤون الريفية) ولكن تفشِّي المرض حدث في شرق أنجليا في عام 2000. في 31 يناير 1978 أعلن سكرتير وزارة الزراعة الأمريكية بوب بيرجلاند أن الولايات المتحدة خالية من المرض.
يُعتقد خلو مناطق أخرى من حمي الخنازير الكلاسيكية مثل: أستراليا وكندا (1962) وأيرلندا ونيوزيلندا والدول الاسكندنافية.

## الفيروس

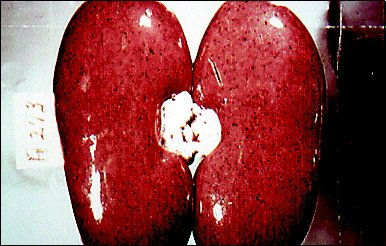
يُعد النزف الدقيق في الكلى من سمات حمى الخنازير الكلاسيكية.

العامل المعدي المسؤول هو فيروس يُسمى سابقًا فيروس كوليرا الخنزير من جنس فيروس طاعوني في عائلة فيروسات مصقرة. يرتبط هذا الفيروس ارتباطًا وثيقًا بفيروسات المجتر التي تسبب الإسهال الفيروسي البقري وأمراض الحدود.
يختلف تأثير السلالات المختلفة من فيروس كوليرا الخنزير بشكل كبير مما يؤدي إلى مجموعة واسعة من العلامات السريرية. ترتبط السلالات شديدة الضراوة بالمرض الحاد الواضح وارتفاع معدل الوفيات بما في ذلك العلامات العصبية والنزيف داخل الجلد.
يمكن أن تؤدي السلالات الأقل ضراوة إلى التهابات تحت الحادة أو المزمنة التي قد تفلت من اكتشافها بينما لا تزال تسبب الإجهاض والإملاص، في هذه الحالات عادة ما يتم اختبار القطعان في المناطق عالية الخطورة مصليًا على أساس إحصائي شامل.
الخنازير المصابة التي ولدت لإناث خنازير مصابة ولكن دوين السريري تساعد على استمرار المرض في النسل. يمكن أن تشمل العلامات الأخرى الخمول والحمى وتثبيط المناعة والإسهال المزمن والتهابات الجهاز التنفسي الثانوية. تتراوح فترة حضانة السائل النخاعي من 2 إلى 14 يومًا، ولكن قد لا تظهر العلامات السريرية إلا بعد 2 إلى 3 أسابيع. تفترض لوائح الدولة الوقائية عادةً أن 21 يومًا هي الحد الخارجي لفترة الحضانة. يمكن أن تعيش الحيوانات المصابة بعدوى حادة من شهرين إلى ثلاثة أشهر قبل موتها النهائي.
يعتبر استئصال السائل الدماغي النخاعي مشكلة وتدور البرامج الحالية حول سرعة الاكتشاف والتشخيص والذبح. ربما قد يعقب ذلك التطعيم في حالات الطوارئ (نظام التصنيف الكيميائي العلاجي التشريحي) يستخدم التطعيم فقط في الأماكن التي ينتشر فيها الفيروس بين الخنازير المستأنسة و / أو الخنازير البرية أو الوحشية. في الحالة الأخيرة عادة ما تكون سياسة الذبح وحدها غير عملية. بدلاً من ذلك نفذت دول داخل الاتحاد الأوروبي قيودًا على الصيد مصممة للحد من حركة الخنازير المصابة بالإضافة إلى استخدام اللقاحات والعلامات الطارئة لمنع انتشار العدوى. تشمل المصادر المحتملة للحفاظ على العدوى وإدخالها النقل الواسع للخنازير ومنتجاتها، بالإضافة إلى السائل النخاعي المستوطن داخل الخنازير البرية والخنازير المتوحشة.

## التشخيص
- التألق المناعي المباشر - الكشف عن البروتين الفيروسي في الحواف النسيجية
- التألق المناعي غير المباشر - الكشف عن أجسام مضادة معينة من الأمصال
- المقايسة الامتصاصية المناعية للإنزيم المرتبط
- يُظهر علم الأنسجة في الدماغ تكاثر الأوعية البطانية الوعائية والاستكفاف حول الأوعية الدموية.

## روابط خارجية
- صفحة CSF لمركز معلومات مرض الخنازير (المملكة المتحدة)
- الوضع الحالي لحمى الخنازير الكلاسيكية في جميع أنحاء العالم في OIE. واجهة وحيد - قاعدة بيانات معلومات صحة الحيوان العالمية التابعة لمنظمة OIE
- بطاقة الأمراض الفنية، المنظمة العالمية لصحة الحيوان
- المفوضية الأوروبية لصحة الحيوان ورعاية الحيوان على CSF
- حمى الخنازير الكلاسيكية: كيفية اكتشاف المرض والإبلاغ عنه، وزارة البيئة والغذاء والشؤون الريفية بالمملكة المتحدة
- خدمة فحص صحة الحيوان والنبات: حمى الخنازير الكلاسيكية، وزارة الزراعة الأمريكية
- دمار الكوليرا في الريف عام 1913 - بإنتاجاغ (صحيفة بلومنجتون، إلينوي)
- مركز الأمن الغذائي والصحة العامة: حمى الخنازير الكلاسيكية، جامعة ولاية آيوا
- الملف الشخصي للأنواع - حمى الخنازير الكلاسيكية، المركز الوطني لمعلومات الأنواع الغازية، المكتبة الزراعية الوطنية بالولايات المتحدة.